# Тупицыно (Омская область)
Тупицыно — деревня в Называевском районе Омской области. В составе Кисляковского сельского поселения.

## История
Основана в 1830 г. В 1928 г. деревня Тупицына состояла из 112 хозяйств, основное население — русские. Центр Тупицынского сельсовета Называевского района Омского округа Сибирского края.

## Население
| 1926 | 2002 | 2010 |
| ---- | ---- | ---- |
| 627  | ↘155 | ↘103 |